# Casa Cañete
Casa Cañete es una localidad española del municipio de Peñas de San Pedro, perteneciente a la provincia de Albacete, en la comunidad autónoma de Castilla-La Mancha.

## Historia
Hacia mediados del siglo XIX, el lugar, una aldea ya por entonces perteneciente al municipio de Peñas de San Pedro, tenía contabilizada una población de 13 habitantes. Aparece descrito en el sexto volumen del Diccionario geográfico-estadístico-histórico de España y sus posesiones de Ultramar de Pascual Madoz con las siguientes palabras:

CASA CAÑETE: ald. en la prov. de Albacete, part. jud. de Chinchilla, térm. jurisd. de Peñas de San Pedro. sit. á una leg. N.: tiene 4 casas habitadas por igual número de vec. y 13 almas.
(Madoz, 1847, p. 9)

En 2023, la entidad singular de población tenía empadronados 27 habitantes y el núcleo de población, también 27.